# Iskra Delta 800
Iskra Delta 800 računalo je koje je razvila i proizvodila slovenska tvrtka Iskra Delta od 1970. do 1990. godine. Proizvedeno je na osnovi računala DEC PDP/11 američke tvrtke DEC.

## Značajke
- Klon
  - DEC PDP/11-34
- Mikroprocesor
  - 16-bitni J-11 (prvi model)
  - 16-bitni Delta 16 bitslice (kasniji modeli)
- RAM
  - maksimum: 4 MB
- ROM:
  - 4 kB
- Operacijski sustav
  - Delta/M (modificirani RSX-11M)
- Spremište podataka
  - tvrdi disk
  - magnetska traka
  - magnetska kaseta
- Zaslon

## Vanjske poveznice
- Iskra Delta 800 (SloRaDe, Slovenska računalniška dediščina)